# ニック・グレニー＝スミス
ニック・グレニー＝スミス（Nick Glennie-Smith、1951年10月3日 - ）は、イギリス・ロンドン出身の作曲家、指揮者。主に映画音楽を手掛ける。ハンス・ジマー主宰のリモート・コントロール・プロダクションのメンバーであり、作曲のほかにジマーの担当した作品の追加スコアを書いたり、スコアの指揮を多く担当している。
キーボーディストとしての活動も多く、1980年代にはクリフ・リチャード、ティナ・ターナー、ロジャー・ダルトリー等の作品に参加した。

## 主な作曲作品
- 『サンドラ・ブロックの恋する泥棒』 - Two If by Sea/Stolen Hearts (1996年)
- 『ザ・ロック』 - The Rock (1996年) ※ハリー・グレッグソン＝ウィリアムズ、ハンス・ジマーと共作
- 『沈黙の断崖』 - Fire Down Below (1997年)
- 『ホーム・アローン3』 - Home Alone 3 (1997年)
- 『仮面の男』 - The Man in the Iron Mask (1998年)
- 『ライオン・キング2 シンバズ・プライド』 - The Lion King II: Simba's Pride (1998年) ※アニメ映画
- 『ハイランダー/最終戦士』 - Highlander: Endgame (2000年) ※劇場未公開
- 『騎馬大王アッティラ/平原の支配者』 - Attila (2001年) ※テレビ映画
- 『ワンス・アンド・フォーエバー』 - We Were Soldiers (2002年)
- 『サウンド・オブ・サンダー』 - A Sound of Thunder (2005年)
- 『君の涙 ドナウに流れ ハンガリー1956』 - Children of Glory (2006年)
- 『セクレタリアト/奇跡のサラブレッド』 - Secretariat (2010年)
- 『天国は、ほんとうにある』 - Heaven Is for Real (2014年)

## 関連人物
- ハンス・ジマー
- ローン・バルフ
- ベンジャミン・ウォルフィッシュ
- ダレル・ルーニー
- スコット・クーパー
- マイケル・シャピロ
- マイケル・ベイ
- ティム・ミラー
- マーク・オズボーン
- ビル・ベネット
- ジョン・ウー
- ジミー・ムラカミ
- シン・ヤマグチ
- クリスティーナ・ゴウダ
- エドワード・エルガー
- ペニー・マーシャル
- トニー・スコット
- クリス・コロンバス